# Karolina Bednarek
Karolina Bednarek (* 31. Oktober 1988 in Olsztyn als Karolina Suwińska) ist eine ehemalige polnische Volleyball- und Beachvolleyballspielerin. In der Saison 2022/23 arbeitete sie als Co-Trainerin des deutschen Bundesligisten SWD Powervolleys Düren.

## Karriere Halle
Bednarek war während ihrer ganzen Karriere in der polnischen Heimat aktiv. Sie begann mit dem Volleyball bei Warmiss Volley Olsztyn. Nach dem zwölften Rang mit der Juniorennationalmannschaft bei der U20–EM 2006 wechselte sie zu Gedania Gdańsk. Sie wurde mit dem Verein Vizemeisterin der Juniorinnen und trat erstmals in der zweiten Liga an. In der Saison 2007/08 fiel sie durch eine Verletzung aus. 2011/12 spielte die Mittelblockerin bei Łaskovia Łask. Anschließend wurde sie von ŁKS Commercecon Łódź verpflichtet und wurde mit der Mannschaft Vizemeisterin ihres Heimatlandes. In der Saison 2015/16 spielte sie bei KSZO Ostrowiec Świętokrzyski. Dann wechselte sie zu Atom Trefl Sopot. In den folgenden Jahren spielte sie jeweils eine Saison bei Joker Świecie, Budowlani Toruń, und Enea PTPS Piła. In der Saison 2020/21 war sie noch bei Energa MKS Kalisz aktiv. Nach zwei Jahren Pause wechselte sie zu MÁV Előre Foxconn. Das Team wurde Vierter in der Hungarian Extraliga. Danach beendete Karolina Bednarek ihre Karriere als Spielerin.

## Karriere Beach
Im Beachvolleyball spielte Bednarek von 2010 bis 2011 mit Luisa Niemc. Das Duo kam bei fünf Turnieren der FIVB World Tour nicht über die Qualifikation hinaus. In der europäischen CEV-Serie gab es als bestes Ergebnis einen neunten Platz in Constanța. Mit Agnieszka Woloszyn erreichte Bednarek auf der World Tour 2012 einen 25. Platz in Stare Jabłonki. Bei den CEV-Turnieren 2013 wurde das Duo Siebter in Montpellier und Fünfter in Vaduz. 2014 standen die beiden bei zwei Veranstaltungen in ihrem Heimatland je einmal in der Vorschlussrunde und im Viertelfinale. Fünf Jahre später nahm die in der Hauptstadt der Woiwodschaft Ermland-Masuren geborene Sportlerin mit Karolina Kirszenstein an einigen nationalen Wettbewerben teil. Bestes Resultat war ein siebter Platz in Bialystok. 2024 bestritt Karolina Bednarek in Przysucha ihren letzten Wettkampf im Sand.

## Karriere als Trainerin
In der Saison 2022/23 arbeitete Bednarek als Co-Trainerin des deutschen Bundesligisten SWD Powervolleys Düren zusammen mit dem ebenfalls polnischen Cheftrainer Rafał Murczkiewicz, der vorher schon ihr Trainer war. Der Verein stand in dem Spieljahr im Pokalfinale und wurde in der Liga Vierter. Während ihrer Zeit in der ungarischen Liga arbeitete die Mittelblockerin zusätzlich als Physiotherapeutin für ihr Team.